# 中國大饑荒，1958-1962
《中國大饑荒，1958-1962》是香港大學歷史系助理教授周遜從大躍進時期中國官方上千個檔案中篩選出121個的大饑荒歷史文獻彙編。書中的檔案來自六個省檔案局和五個縣市檔案局，主要來自四川與貴州。周遜與《毛澤東的大饑荒》作者馮客一起蒐集大饑荒資料。他們所查閱的許多檔案後來再度列為機密，無法查閱。周遜說，她寫這本書也有個人原因，那就是她家裡也有人在大饑荒中餓死。

## 書評

### 紐約時報
1961年中国大饥荒肆虐时，中共的调查文件读起来几乎像是食谱。
一份文件写道：在四川省石柱土家族自治縣的桥头区，老妇人罗文秀是第一个开始吃人肉的人。在有家人一家七口全部死去后，罗文秀把三岁女童马发慧的尸体挖出来。她把小女孩儿的肉割下来，用辣椒调味，然后蒸熟吃掉。
另一份1961年1月27日的文件，讲述了一个四川母亲用毛巾勒死了自己五岁大的儿子，“吃了四顿”。调查者王德明写道，“这样令人震惊的可怕事件远非只有这一起。”

### 華爾街日報
《華爾街日報》稱本書是「一個精練的歷史紀錄」，「一個中國黑暗之心的旅程」。

### 紐約書評
《紐約書評》稱本書從中共觀點來描述大饑荒，是極有價值的來源。書中吃人肉的記錄令人毛骨悚然。
日期：1960年2月

地點：掌子溝韓集人民公社

罪犯姓名：Yi Wucheng

罪犯成份：貧農

受害者人數：4

犯罪手法：挖出受害者屍體，把肉吃掉

原因：活下去